# Gilberto Pavan
Pas d'image ? Cliquez ici

a Compétitions nationales et continentales officielles uniquement.

Gilberto Pavan (né le 13 octobre 1986 à Conegliano, dans la province de Trévise en Vénétie, Italie) est un joueur italien de rugby à XV. Il joue au poste de centre

## Biographie
Son frère jumeau Riccardo est également joueur professionnel de rugby à XV.
Gilberto Pavan a été appelé dans le groupe de l'équipe d'Italie retenu pour le tournoi des Six Nations 2009 sans toutefois entrer en jeu.